# Altmarkt (Dresden)

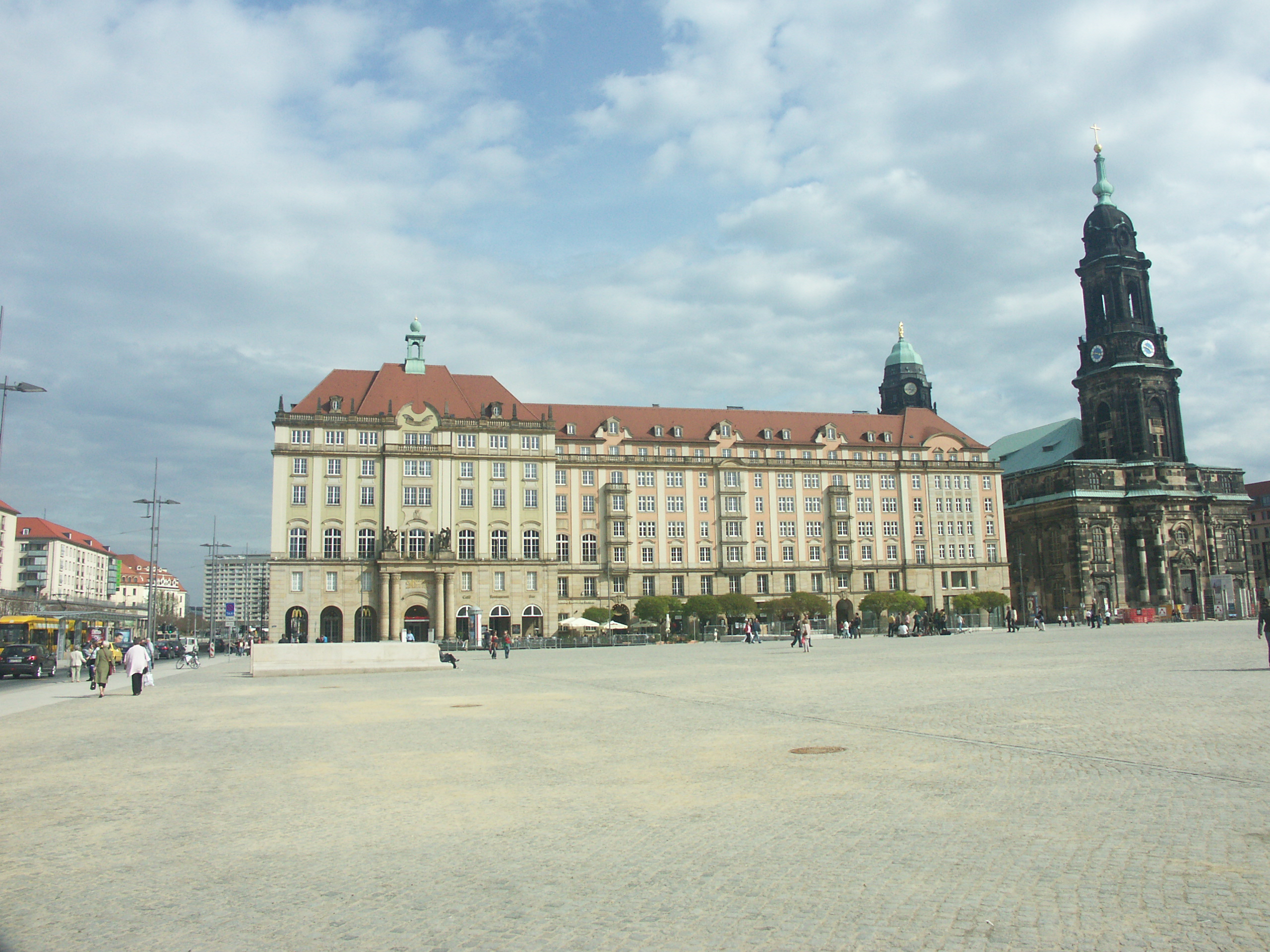
Oostzijde van de Altmarkt met de Kreuzkirche

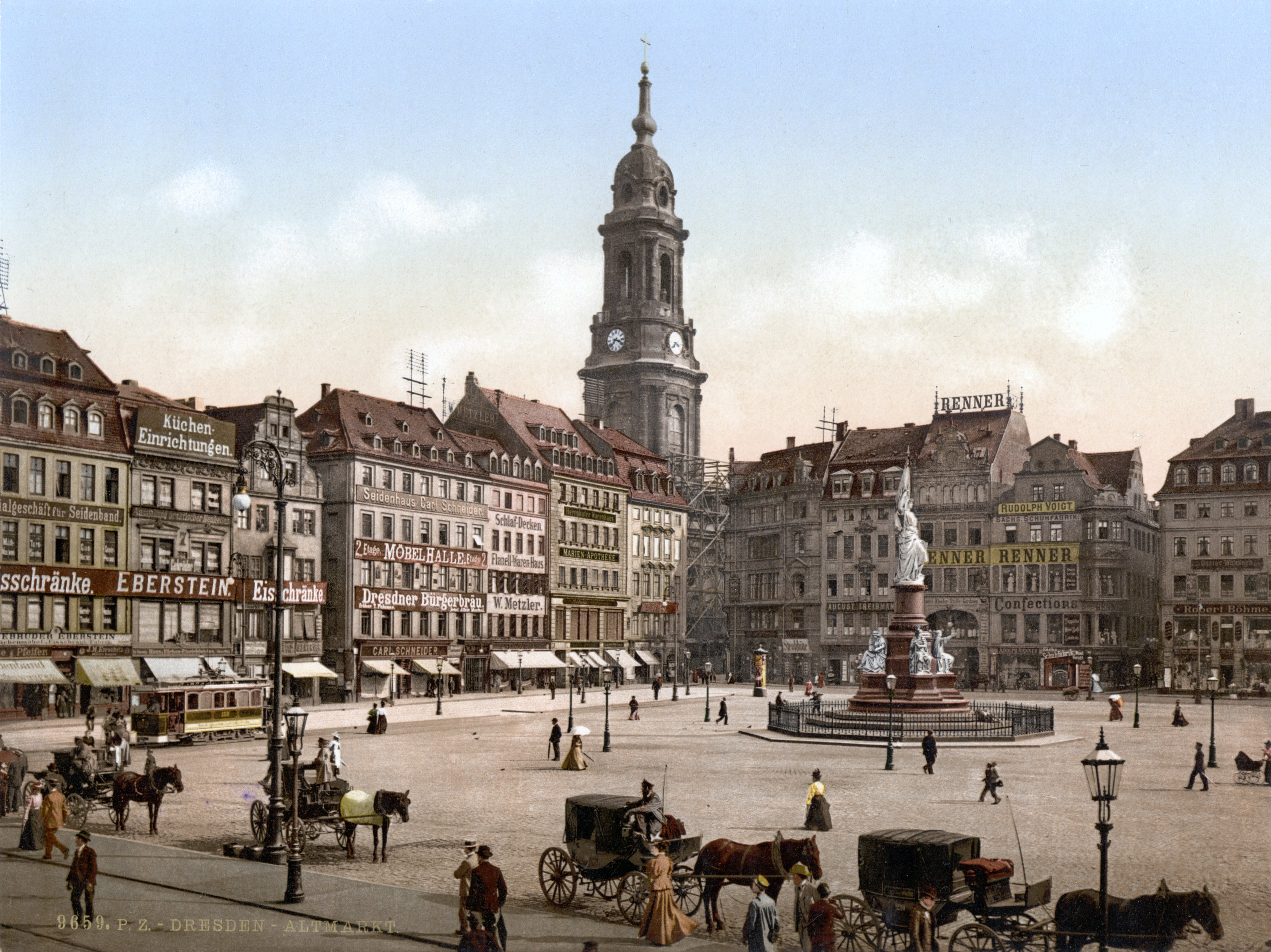
De Altmarkt met de Kreuzkirche rond 1910

De Altmarkt (Nederlands: Oude Markt) is een van de belangrijkste pleinen in Dresden. Het is ongeveer 100 bij 130 meter en is gelegen bij de Wilsdrufferweg. Het meest opvallende gebouw aan de Altmarkt is de 92 meter hoge Kreuzkirche.
Aan de zuidzijde zijn commerciële gebouwen met winkels en cafés. Tot 1945 was er ook het warenhuis Renner gevestigd, dat bij het bombardement op Dresden in de Tweede Wereldoorlog werd verwoest. Bij de naoorlogse wederopbouw werden gebouwen in socialistisch classicistische stijl met elementen van barok opgetrokken. Aan de westzijde huisde het café Praag, dat in september 2007 moest sluiten.  De Altmarkt-Galerie, een groot winkelcentrum,  domineert het plein.
Aan de Wilsdruffer Straße is de tramhalte Altmarkt van de DVB-lijnen 1, 2 en 4. De bushalte Prager Straße is ongeveer 150 meter van het plein vandaan.
In december vindt elk jaar de bekende Striezelmarkt, een van de oudste Duitse kerstmarkten, plaats op de Altmarkt.